# Linia kolejowa Połock – Bihosawa
Linia kolejowa Połock – Bihosawa – linia kolejowa na Białorusi łącząca stację Połock ze stacją Bihosawa i z granicą państwową z Łotwą. Stanowi jedyne bezpośrednie połączenie kolejowe pomiędzy tymi państwami.
Znajduje się w obwodzie witebskim. Linia na całej długości jest niezelektryfikowana i w większości jednotorowa (wyjątek stanowi dwutorowy odcinek Bihosawa - granica państwa). Biegnie wzdłuż Dźwiny.

## Historia
Linia został otwarta 24 maja?/5 czerwca 1866 jako część drogi żelaznej dynebursko-witebskiej. Początkowo położona była w Rosji, następnie w Związku Sowieckim. Od 1991 położona jest na Białorusi.